# لونگوزابه
لونگوزابه (به لاتین: Longozabe) یک منطقهٔ مسکونی در ماداگاسکار است که در آلائوترا-مانگورو واقع شده‌است.